# Карабулат
Карабула́т (укр. Карабулат; до 2016 года — Ле́нинское) — село в Новониколаевской сельской общине Скадовского района Херсонской области Украины.
Население по переписи 2001 года составляло 165 человек. Почтовый индекс — 75711. Телефонный код — 5537. Код КОАТУУ — 6524781503.

## История
В 1946 году указом ПВС УССР село Лениндорф переименовано в Ленинское.

## Население и этнический состав
По данным переписи населения Украины 2001 года распределение населения по родному языку было следующим (в % от общей численности населения): украинский — 96,97 %, русский — 3,03 %.